# Xylotrechus chhetrii
Xylotrechus chhetrii là một loài bọ cánh cứng trong họ Cerambycidae.